# Giardino botanico Gole del Sagittario
Il giardino botanico delle Sorgenti del Cavuto si trova ad Anversa degli Abruzzi, in provincia dell'Aquila. Rappresenta l'ultima propaggine della Riserva delle Gole del Sagittario in prossimità di Anversa degli Abruzzi e vi si accede mediante una discesa dalla stessa cittadina che ne è anche l'ente gestore insieme al WWF ed alla provincia dell'Aquila.

## Descrizione
Istituito nel 1996 con L.R. 35/97, il parco ospita 380 specie di piante di cui 45 ascritte alla lista rossa di estinzione e conservazione CITES. È provvisto di vivaio irrigato dal Sagittario e dalle sorgenti del Cavuto, le cui sorgenti si immettono direttamente nel Sagittario, oltre ad alimentare una piccola centrale idroelettrica. In passato, prima della realizzazione della centrale elettrica si producevano le famose ceramiche di Anversa degli Abruzzi.

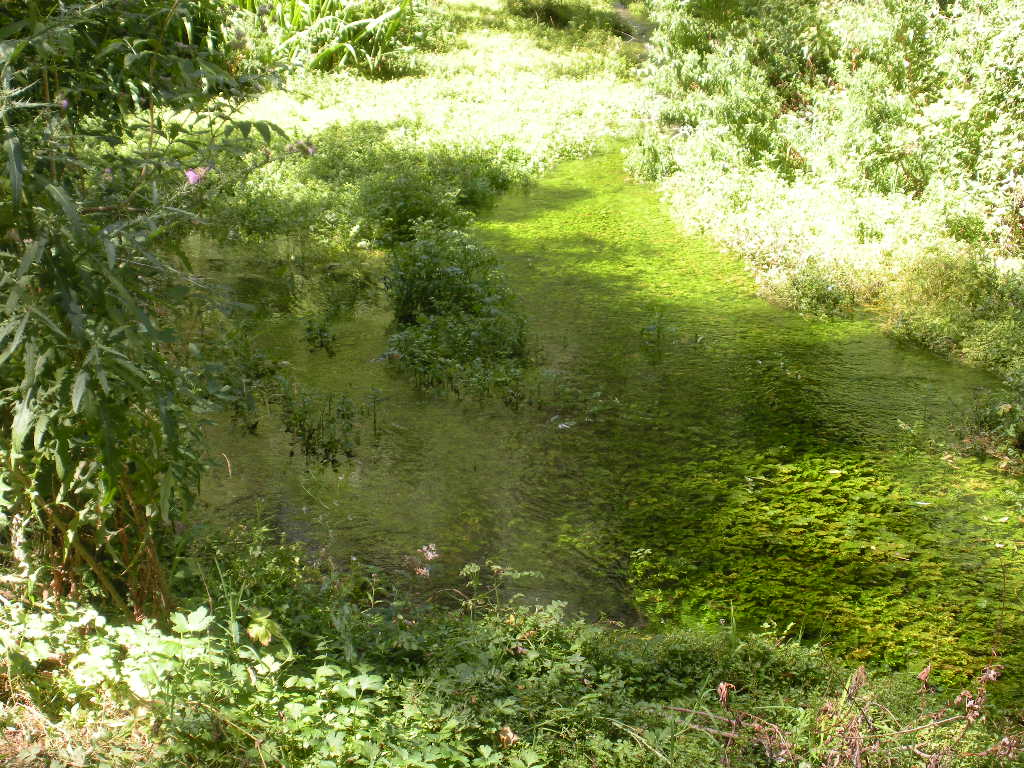
Zona piante acquatiche

Il parco si suddivide nelle seguenti zone:
- giardino Rocciera abitato (dal custode del parco);
- zona piante acquatiche;
- centro visite della riserva;
- sorgenti del Cavuto;
- zona di pesca idrica controllata (i gestori del parco controllano che non venga superato il limite massimo di pesci pescabili);
- bosco ripariale.